# Дорнбюс, Тревор
Тревор Дорнбюс (нидерл. Trevor Doornbusch; род. 6 июля 1999, Харлем) — нидерландский и кюрасавский футболист, вратарь клуба «ВВВ-Венло» и национальной сборной Кюрасао.

## Клубная карьера

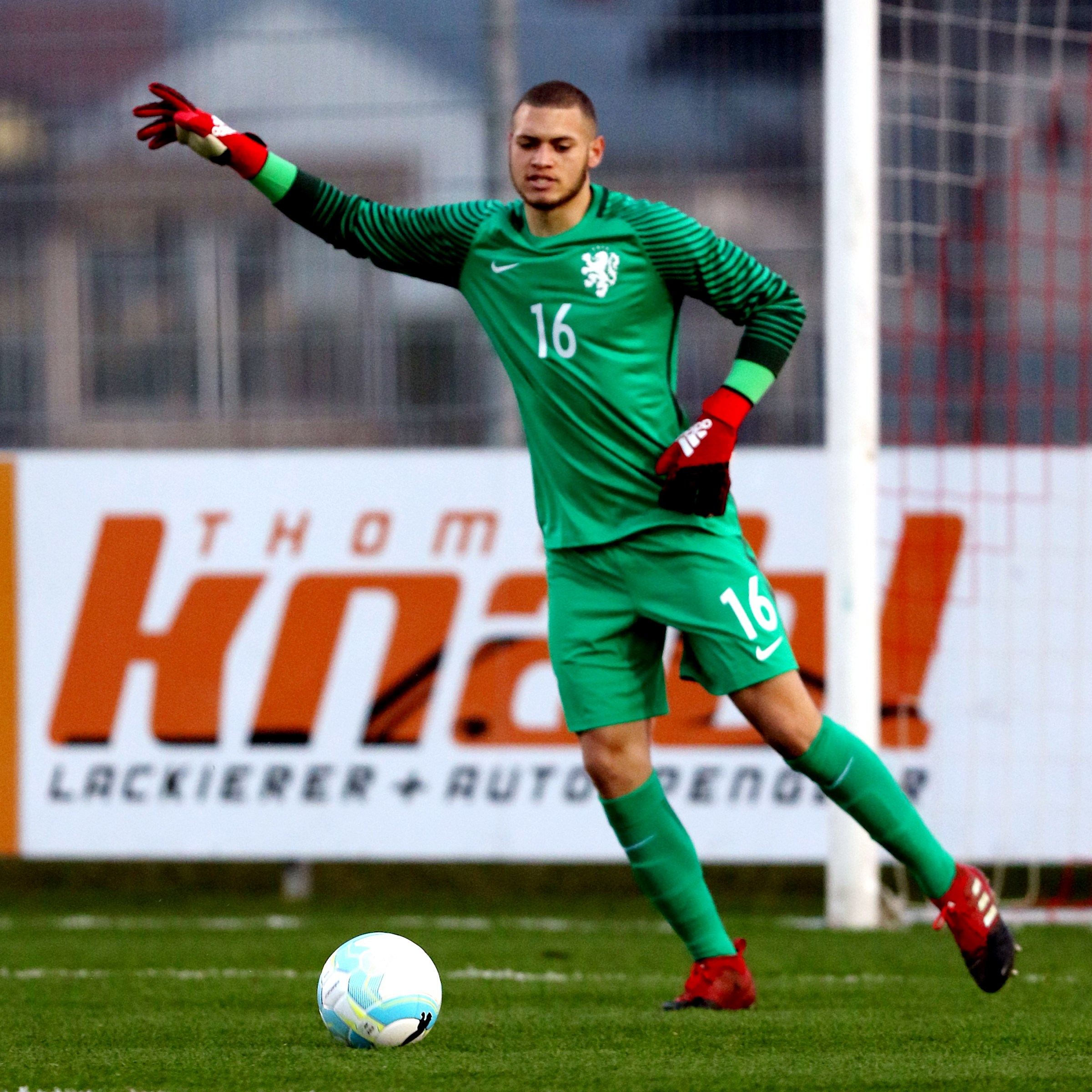
Дорнбюс в составе юношеской сборной Нидерландов

Дорнбюс — воспитанник клубов «Овербос», «Аякс», РКСВ Рода 23 и «Херенвен». В 2017 году он был включён в заявку последних на сезон. В 2021 году Дорнбюс перешёл в «Телстар». 30 апреля в матче против дублёров ПСВ он дебютировал в Эрстедивизи. Летом 2022 года Тревор подписал контракт с клубом «Дордрехт». 8 декабря в матче против «ВВВ-Венло» он дебютировал за новую команду.
В начале 2025 года Дорнбюс перешёл в «ВВВ-Венло». 28 февраля в матче против «Камбюра» он дебютировал за новый клуб.

## Международная карьера
С 2017 года тренеры молодёжных сборных Нидерландов начали привлекать Дорнбюса к играм за национальную команду различных возрастов. В 2023 году Тревор получил вызов от Федерации футбола Кюрасо. 14 июня в товарищеском матче против сборной Пуэрто-Рико Дорнбюс дебютировал за сборную Кюрасао.